# Свято-Миколаївська вулиця
Свято-Миколаївська вулиця (до 2016 — вулиця Леніна) — вулиця у Центрально-Міському районі Кривого Рогу. Одна з найстаріших вулиць міста. Виникла у другій половині XVIII століття. Вулиця розташована в історичному центрі Кривого Рогу.
Починається на перехресті з вулицями Прорізною (Мопрівська) та Українською. Прямує в південно-східному напрямку, де до неї примикають вулиці: проспект Поштовий, Комерційна, Церковна, Каунаська, Позитивна, Смарагдова (Саянська). Закінчується вулиця транспортною розв'язкою, переходячи у вулицю Широківську. Загальна довжина становить близько 1,8 км.

## Історичні відомості

### Друга половина XVIII— перша чверть XX століть
Забудова вулиці велась одночасно з появою поселення. Перша згадка в писемних документах датується 1781 роком — вулиця була згадана в рапорті прапорщика Межувальної Комісії Івана Редильського. Початково вулиця називалась Миколаївська. Така назва походить від церкви святого Миколая Чудотворця, що була збудована в 60-х роках XVIII століття.
Активно забудова тривала й на початку ХХ століття. Деякі будівлі цих часів збереглись до сьогодні. На вулиці представлені будівлі побудовані в південноросійському цегляному архітектурному стилі, конструктивізмі. Житлові будинки для співробітників Південно-Рудного тресту побудовані за проектом архітектора І. Каракіса в 1930-ті роки (наприклад, будинок № 35).
На 1913 рік по вулиці Миколаївській розташовувалось близько 90 торговельних закладів, складів, майстерень.

### Радянський період
У 1924 році вулицю було перейменовано з вулиці Миколаївської на вулицю Леніна. У 1934 році тут було прокладено трамвайну колію.
За німецької окупації 1941–1944 років вулиця була перейменована в Парадну, після визволення Кривого Рогу їй було повернено довоєнну назву.
У 1949 році на розі вулиці Леніна й проспекту Карла Маркса було встановлено пам'ятник над братською могилою радянських солдат, які загинули в боях за визволення міста.

### За часів незалежності

#### Розкопки 2016 року
У 2016 році, в ході реконструкції скверу перед будівлею школи мистецтв №2 Центрально-Міського району, де до 2014 року стояв пам'ятник В. І. Леніну, співробітниками Криворізького краєзнавчого музею були проведені археологічні розкопки. У цьому місці кілька століть функціонували, змінюючи одна одну, три церкви, названі ім'ям Св. Миколая. Під час розкопок було виявлено фундамент, знесеної в 30-х роках XX століття православної церкви. Над знайденими артефактами було встановлено скляний ковпак. Також між плитами були знайдені три старі монети  1726, 1731, 1753 років. І це істориком дало знати що Кривому Розі може бути набагато більше років.

## Галерея

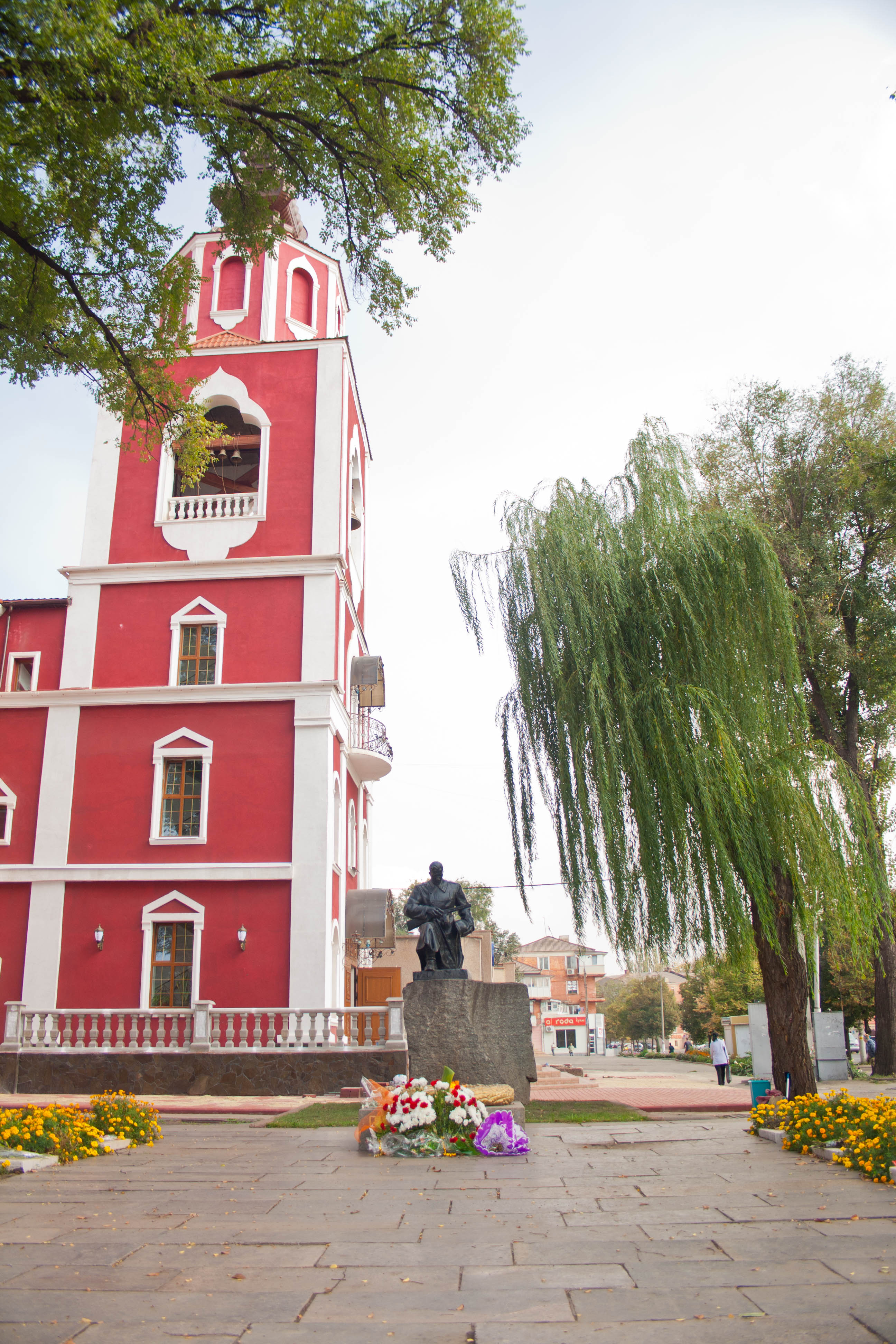
Братська могила радянських воїнів (вул. Свято-Миколаївська, 45)
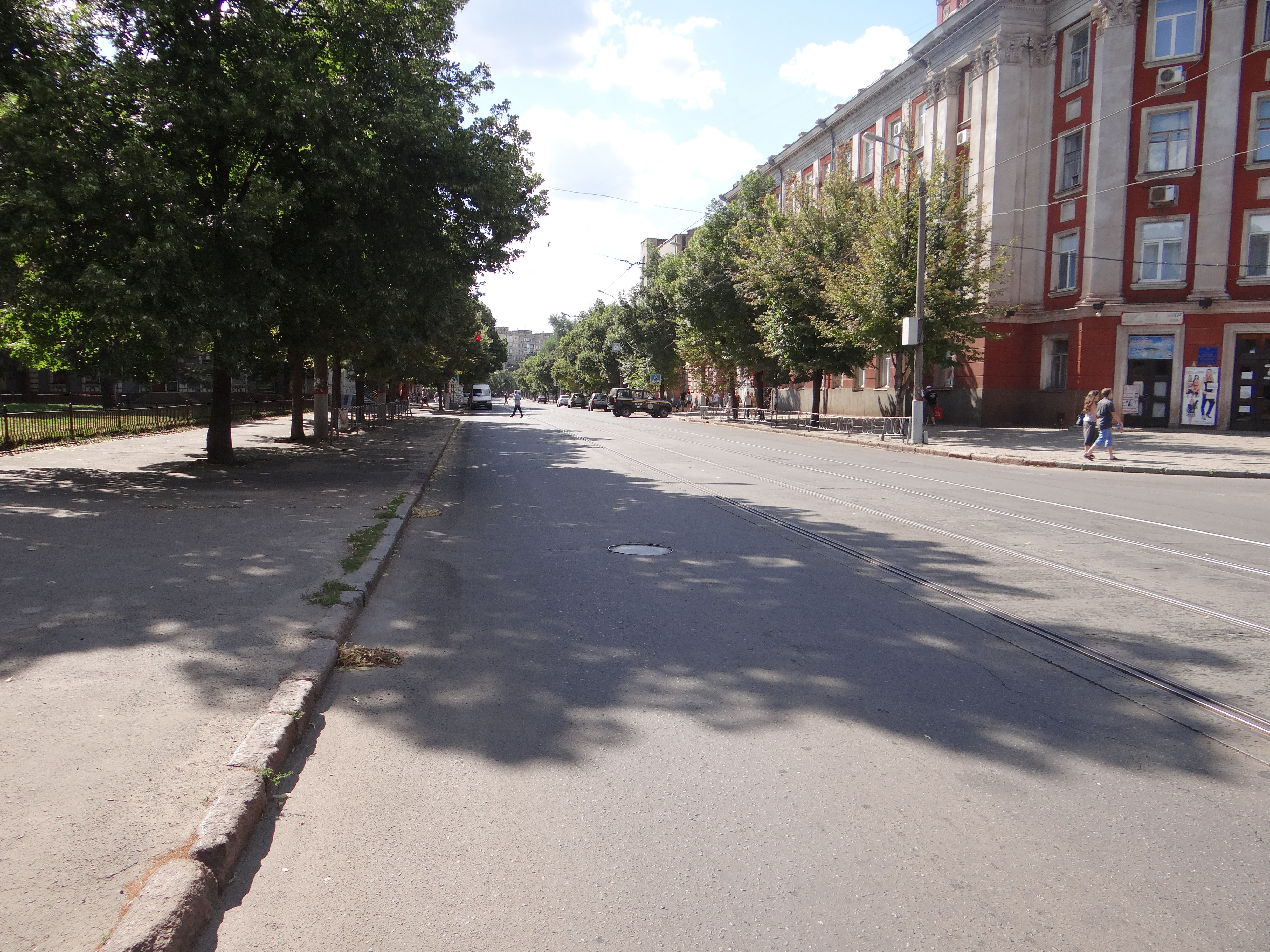
Вул. Свято-Миколаївська від пр. Поштового
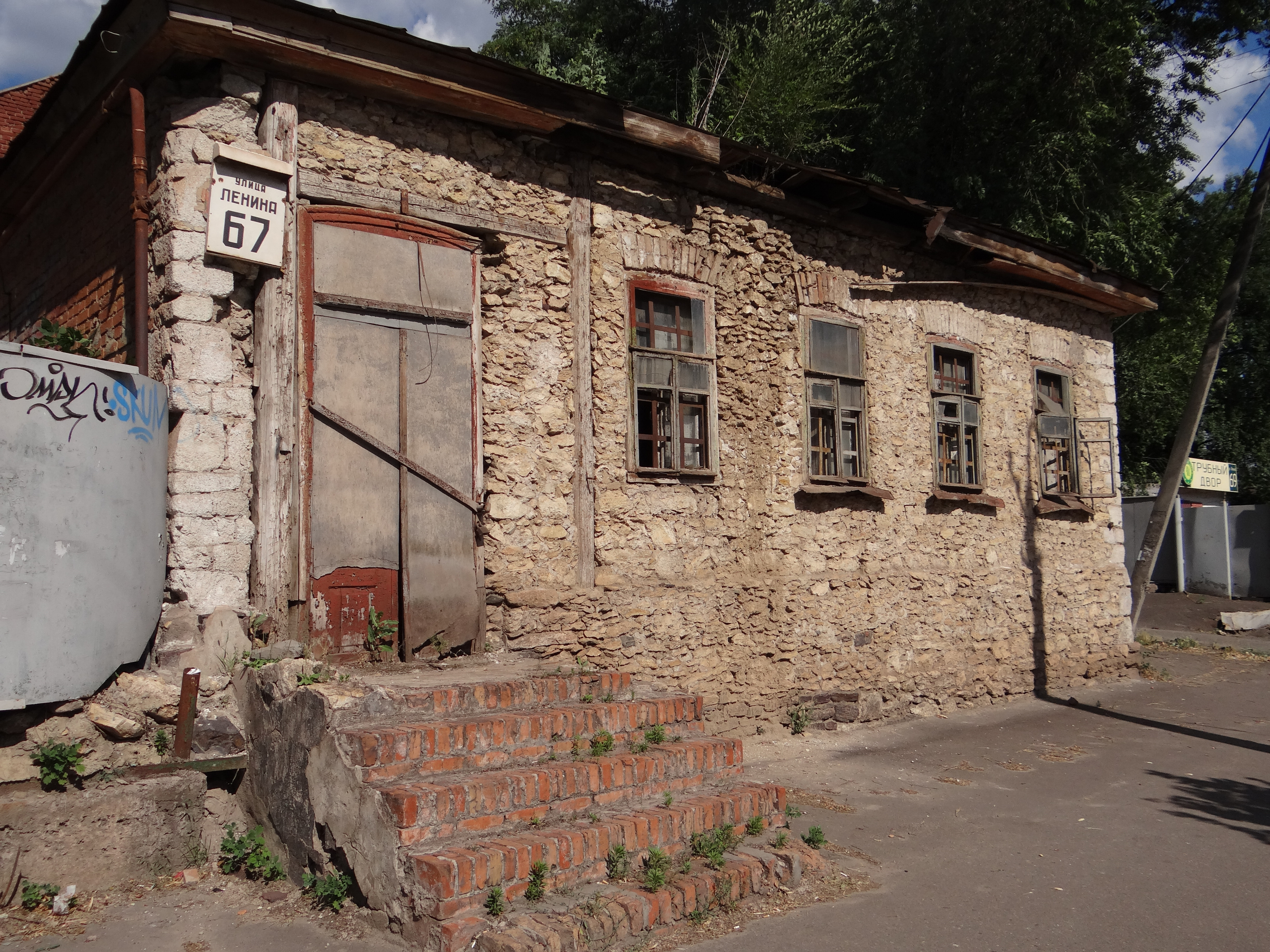
Стара забудова